# 唐仰杜
唐 仰杜（とう ぎょうと）は清末民初の政治家。字は露岩。回族。祖籍は山東省鄒県。中華民国臨時政府、南京国民政府（汪兆銘政権）で山東省長などの要職についた。

## 事績
父は四川省の知府であったため、唐仰杜は成都で生まれた。京師訳学館でロシア語を学んだ後、挙人となり、学部七品京官を授かった。
中華民国成立後、山東省で省議会議員などをつとめた。1923年（民国12年）4月、山東省会市政庁総弁に任ぜられた。国民政府による北伐の最中で済南事件が発生すると、唐は責任をとって辞職する。その後、一時は山東省政府主席韓復榘の下で北寧鉄路局文書科長などをつとめたが、短期間で再び辞職した。
中華民国臨時政府成立後の1938年（民国27年）3月5日に山東省公署（省長署理：馬良）が成立すると、唐仰杜は同公署財政庁庁長に任命された。翌1939年（民国28年）1月13日、馬良の後任として唐が山東省長署理に任命され、省内の治安強化、中国共産党掃討に取り組んでいる。省長署理となってから丁度1年後となる1940年（民国29年）1月13日、唐は山東省長に正式に任命された。
1940年（民国29年）3月30日、南京国民政府（汪兆銘政権）に臨時政府が合流し、華北政務委員会へ改組される。唐仰社は山東省長に重任し、同年9月12日、華北政務委員会委員に特派・兼任となった。翌年には、日本への様々な貢献を評価され、東條英機から直筆の感謝状を贈られるなどしている。1945年（民国34年）2月、華北政務委員会工務総署督弁に異動し、同年中に全国経済委員会常務委員も兼ねた。
日本に敗戦に伴う汪兆銘政権崩壊後、唐仰杜は蔣介石の国民政府に北平で逮捕され、南京に送られた。しかし、判決を下されることなく収監され続けた。中華人民共和国が成立した後に、唐は身柄を済南に送られ、山東省人民法院で審理されることになった。1951年4月12日、唐は漢奸の罪により死刑判決を受け、29日に執行された。享年64。

## 注
1. ↑  『最新支那要人伝』、163頁は1889年生まれとしているが、本記事は、「山東省情網」内「山東省省情資料庫」に従う。
2. ↑  臨時政府令、令字第121号、民国27年3月5日（『政府公報』第7号、民国27年3月7日、臨時政府行政委員会公報処、2頁）。
3. ↑  臨時政府令、令字第318号、民国28年1月13日（『政府公報』第53号、民国28年1月16日、臨時政府行政委員会情報処公報室、2頁）。
4. ↑  劉ほか編(1995)、1125頁は、1940年3月まで馬良が省長の地位に在ったとしているが、誤り。
5. ↑  臨時政府令、令字第526号、民国29年1月13日（『政府公報』第125号、民国29年1月16日、臨時政府行政委員会情報処第四科、1頁）。
6. ↑  劉ほか編(1995)、1125頁では、同年3月任命となっているが、誤り。
7. ↑  『支那最近の状勢概觀』（東洋協会調査部調査資料第49輯）、1941年、東洋協会、12-13頁。
8. ↑  国民政府令、民国29年9月12日（『華北政務委員会公報』第25-30期合刊、民国29年10月、華北政務委員会政務庁情報局、国府1頁）。
9. ↑  北京特別市市長の余晋龢や山西省長の蘇体仁、青島特別市市長の趙琪、更には前・山東省長の馬良までもが、華北政務委員会が成立した3月30日に同委員会委員に任命されている。それにもかかわらず、臨時政府で正式に任命された現職省長である唐仰杜の委員兼任は、半年近くも遅れたことになる。なお、天津特別市市長の温世珍も唐と同様の状況にあった。